# Rhizangiidae
Rhizangiidae  is een familie van neteldieren uit de klasse van de Anthozoa (bloemdieren). 

## Geslachten
- Astrangia Milne Edwards & Haime, 1848
- Cladangia Milne Edwards & Haime, 1851
- Culicia Dana, 1846
- Oulangia Milne Edwards & Haime, 1848
- Platyhelia
- Rhipidogyra Milne Edwards & Haime, 1848 †
- Rhizangia
- Septastraea †